# Eerste divisie (vrouwenhandbal) 2017/18
De eerste divisie is de op een na hoogste afdeling van het Nederlandse handbal. Er nemen veertien teams deel. De inrichtende macht is het Nederlands Handbal Verbond.

## Opzet
- De kampioenen promoveert rechtstreeks naar de eredivisie 2018/19 (mits er niet al een hogere ploeg van dezelfde vereniging in de reguliere eredivisie speelt).
- De twee ploegen die als laatste (dertiende en veertiende) eindigen, degraderen naar de tweede divisie 2018/19.
- Het seizoen wordt onderverdeeld in vier perioden van respectievelijk 6, 7, 7 en 6 wedstrijden. Indien de kampioen, een ploeg die niet mag promoveren, of een degradant een periode wint, wordt het "perioderecht" overgedragen aan het hoogst geklasseerde team in de eindrangschikking dat nog geen "perioderecht" heeft. De vier ploegen met een "perioderecht" spelen eerst onderling een volledige (na)competitie. De winnaar van deze competitie speelt tegen de nummer 9 van de eredivisie 2017-18 (nacompetitie degradatiepoule) in een best-of-two voor één plek in de eredivisie 2018/19.

Er promoveert dus zeker één ploeg, en mogelijk een tweede ploeg via de nacompetitie. Verder degraderen er 2 (gelijk aan het aantal tweede divisies) ploegen.

## Teams
| Club                  | Plaats     | Provincie     | Trainers                   | Hal                     |
| --------------------- | ---------- | ------------- | -------------------------- | ----------------------- |
| FIQAS/Aalsmeer        | Aalsmeer   | Noord-Holland | Marja Willing              | de Bloemhof             |
| Bentelo               | Bentelo    | Overijssel    | Tom Geertshuis             | Sporthal de Pol         |
| Herpertz Bevo HC      | Panningen  | Limburg       | Maurice Janssen            | de Heuf                 |
| DSS                   | Heemskerk  | Noord-Holland | Serge Ter Horst            | de Waterakkers          |
| ACMAA/D.S.V.D.        | Deurningen | Overijssel    | Jildou Dijkstra            | Sporthal 't Hoge Vonder |
| Fortissimo            | Cothen     | Utrecht       | Willem-Jan Ruder           | De Rijnsloot            |
| Gemini (Z)            | Zoetermeer | Zuid-Holland  | Fernando Wittenberg        | Oosterpoort             |
| Hercules              | Den Haag   | Zuid-Holland  | Sylvia Ravensteyn          | Boswijk                 |
| Klink Nijland/Kwiek   | Raalte     | Overijssel    | Marcel Blankhorst          | Sporthal Tijenraan      |
| PSV                   | Eindhoven  | Noord-Brabant | Fred Michielsen            | de Vijfkamp             |
| Virto/Quintus 2       | Kwintsheul | Zuid-Holland  | Will Plugge                | Eekhout Hal             |
| Eurobottle/Voorwaarts | Twello     | Gelderland    | Helma Meijerman-Logtenberg | Jachtlust               |
| Westsite              | Amsterdam  | Noord-Holland | Saskia van den Brink       | Calandhal               |
| Z.A.P.                | Breezand   | Noord-Holland | Arthur Langedijk           | de Zwaluwenvlucht       |

## Reguliere competitie

### Stand
| Pos | Team                  | Wed | W  | G | V  | Ptn | DV  | DT  | +/−  | Opmerking                                     |
| --- | --------------------- | --- | -- | - | -- | --- | --- | --- | ---- | --------------------------------------------- |
| 1   | ACMAA/D.S.V.D. (K, P) | 26  | 22 | 0 | 4  | 44  | 785 | 572 | +213 | Promoveert naar de Eredivisie                 |
| 2   | Z.A.P.                | 26  | 18 | 3 | 5  | 39  | 704 | 639 | +65  | Nacompetitie voor promotie naar de Eredivisie |
| 3   | Virto/Quintus 2       | 26  | 18 | 1 | 7  | 37  | 789 | 651 | +138 |                                               |
| 4   | Eurobottle/Voorwaarts | 26  | 17 | 0 | 9  | 34  | 814 | 690 | +124 | Nacompetitie voor promotie naar de Eredivisie |
| 5   | Klink Nijland/Kwiek   | 26  | 14 | 2 | 10 | 30  | 690 | 656 | +34  | Nacompetitie voor promotie naar de Eredivisie |
| 6   | Fortissimo            | 26  | 12 | 3 | 11 | 27  | 646 | 635 | +11  |                                               |
| 7   | DSS                   | 26  | 10 | 5 | 11 | 25  | 603 | 604 | −1   |                                               |
| 8   | FIQAS/Aalsmeer        | 26  | 11 | 3 | 12 | 25  | 615 | 648 | −33  |                                               |
| 9   | Westsite              | 26  | 11 | 2 | 13 | 24  | 634 | 658 | −24  |                                               |
| 10  | Bentelo               | 26  | 11 | 2 | 13 | 24  | 616 | 656 | −40  | Nacompetitie voor promotie naar de Eredivisie |
| 11  | Gemini (Z)            | 26  | 8  | 4 | 14 | 20  | 646 | 731 | −85  |                                               |
| 12  | Hercules              | 26  | 8  | 1 | 17 | 17  | 572 | 660 | −88  |                                               |
| 13  | PSV (R)               | 26  | 5  | 0 | 21 | 10  | 649 | 747 | −98  | Degradeert naar de Tweede divisie             |
| 14  | Herpertz Bevo HC (R)  | 26  | 4  | 0 | 22 | 8   | 499 | 715 | −216 | Degradeert naar de Tweede divisie             |

1. ↑  Winnaar eerste en vierde periode (ronde 1-6 en 21-26).
2. ↑  Vervangende winnaar eerste periode.
3. ↑  Winnaar tweede periode (ronde 7-13). Echter, omdat Virto/Quintus 1 volgend seizoen al in de eredivisie speelt, mag Virto/Quintus 2 niet deelnemen aan de nacompetitie met kans op promotie naar de eredivisie.
4. ↑  Vervangende winnaar tweede periode.
5. ↑  Vervangende winnaar vierde periode.
6. ↑  Winnaar derde periode (ronde 14-20).

### Uitslagen
| Thuis \ Uit           | AAL   | BEN   | BEV   | DSS   | DSV   | FRT   | GEM   | HER   | KWI   | PSV   | QUI   | VOO   | WSI   | ZAP   |
| --------------------- | ----- | ----- | ----- | ----- | ----- | ----- | ----- | ----- | ----- | ----- | ----- | ----- | ----- | ----- |
| FIQAS/Aalsmeer        |       | 32–23 | 28–21 | 23–23 | 19–25 | 22–28 | 22–25 | 27–22 | 26–29 | 21–20 | 18–27 | 29–26 | 18–18 | 19–25 |
| Bentelo               | 22–22 |       | 21–25 | 19–19 | 16–21 | 27–24 | 27–18 | 31–22 | 24–18 | 32–23 | 24–23 | 30–31 | 25–20 | 24–25 |
| Herpertz Bevo HC      | 16–19 | 16–19 |       | 20–23 | 21–34 | 18–19 | 24–17 | 15–18 | 25–28 | 25–22 | 18–44 | 28–27 | 23–30 | 24–31 |
| DSS                   | 17–25 | 34–20 | 23–18 |       | 23–27 | 18–15 | 20–24 | 37–22 | 28–23 | 25–24 | 25–25 | 28–30 | 26–20 | 22–22 |
| ACMAA/D.S.V.D.        | 36–24 | 23–28 | 43–11 | 28–26 |       | 32–20 | 33–25 | 39–17 | 24–23 | 30–17 | 35–29 | 29–23 | 30–20 | 35–20 |
| Fortissimo            | 27–24 | 31–16 | 25–17 | 23–15 | 25–38 |       | 31–21 | 23–23 | 25–33 | 26–25 | 25–17 | 27–24 | 19–22 | 24–24 |
| Gemini (Z)            | 27–30 | 26–19 | 25–17 | 24–24 | 22–35 | 33–27 |       | 18–17 | 30–34 | 33–29 | 24–27 | 21–36 | 30–30 | 27–27 |
| Hercules              | 20–21 | 24–25 | 16–14 | 18–20 | 16–26 | 22–26 | 20–14 |       | 20–24 | 30–28 | 26–25 | 27–41 | 22–19 | 23–28 |
| Klink Nijland/Kwiek   | 27–19 | 24–30 | 35–18 | 18–19 | 25–23 | 20–20 | 33–33 | 24–28 |       | 29–26 | 21–22 | 33–27 | 26–21 | 19–21 |
| PSV                   | 24–27 | 22–21 | 27–21 | 27–21 | 21–38 | 23–36 | 30–34 | 21–26 | 28–37 |       | 28–30 | 29–21 | 32–24 | 24–27 |
| Virto/Quintus 2       | 32–22 | 41–22 | 37–18 | 25–23 | 27–29 | 40–34 | 38–22 | 37–27 | 25–26 | 27–26 |       | 32–25 | 30–18 | 32–28 |
| Eurobottle/Voorwaarts | 34–24 | 35–22 | 44–22 | 33–22 | 25–26 | 29–18 | 37–21 | 28–23 | 40–27 | 37–25 | 40–36 |       | 38–31 | 33–28 |
| Westsite              | 25–26 | 27–26 | 28–16 | 25–18 | 25–24 | 22–20 | 29–23 | 23–22 | 26–30 | 34–19 | 29–33 | 26–23 |       | 27–29 |
| Z.A.P.                | 29–28 | 30–23 | 32–8  | 26–24 | 24–22 | 30–28 | 35–29 | 26–21 | 28–24 | 35–29 | 18–28 | 26–27 | 30–15 |       |

## Nacompetitie
De 4 (vervangende) periodewinnaars spelen onderling een volledige competitie. De winnaar van deze competitie mag in een best-of-Two tegen de nummer 9 van de eredivisie (nacompetitie degradatiepoule) spelen voor een plaats in de eredivisie.

### Teams
| Positie | Team                  | Opmerking                      |
| ------- | --------------------- | ------------------------------ |
| No. 02  | Z.A.P.                | Vervanger winnaar 1ste periode |
| No. 03  | Eurobottle/Voorwaarts | Vervanger winnaar 2de periode  |
| No. 04  | Klink Nijland/Kwiek   | Vervanger winnaar 4de periode  |
| No. 10  | Bentelo               | Winnaar 3de periode            |

### Stand
| Pos | Team                  | Wed | W | G | V | Ptn | DV  | DT  | +/− | Opmerking                                    |
| --- | --------------------- | --- | - | - | - | --- | --- | --- | --- | -------------------------------------------- |
| 1   | Z.A.P.                | 6   | 5 | 0 | 1 | 10  | 196 | 170 | +26 | Naar Best-of-Two voor plek in de Eredivisie. |
| 2   | Eurobottle/Voorwaarts | 6   | 4 | 0 | 2 | 8   | 197 | 177 | +20 | Blijven in de Eerste divisie                 |
| 3   | Klink Nijland/Kwiek   | 6   | 2 | 0 | 4 | 4   | 169 | 175 | −6  | Blijven in de Eerste divisie                 |
| 4   | Bentelo               | 6   | 1 | 0 | 5 | 2   | 150 | 190 | −40 | Blijven in de Eerste divisie                 |

### Uitslagen
| Thuis \ Uit           | BEN   | KWI   | VOO   | ZAP   |
| --------------------- | ----- | ----- | ----- | ----- |
| Bentelo               |       | 20–24 | 30–35 | 24–29 |
| Klink Nijland/Kwiek   | 30–31 |       | 29–28 | 32–33 |
| Eurobottle/Voorwaarts | 33–23 | 34–29 |       | 40–33 |
| Z.A.P.                | 39–22 | 29–25 | 33–27 |       |